# Nancy Ajram
Nancy Nabil Ajram (arabiska: نانسي عجرم), född den 16 maj 1983 i Achrafieh, Beirut, Libanon, är en libanesisk sångerska som är mycket populär i Mellanöstern.

## Biografi
Ajram fick ett genombrott när hon vid 15 års ålder medverkade i det libanesiska TV-programmet Noujoum al-Moustakbal som presenterar unga talanger. Hon sjöng en sång av den legendariska egyptiska sångerskan Om Khalsoum och vann tävlingen.
År 2000 släpptes hennes första album Mihtagalak (Jag behöver dig) och följande år Sheel oyoonak anni (Vänd bort din blick).
År 2003 släpptes hennes tredje album Ya salaam (Fantastiskt). Bland låtarna på skivan fanns Akhasmak ah (Jag bråkar med dig) som blev en stor framgång, möjligtvis på grund av en provokativ musikvideo som var inspirerad av gamla arabiska filmer där sångerskan föreställde en kaféföreståndarinna som sjöng och dansade för de manliga gästerna. Ytterligare tre låtar från skivan gjordes som musikvideor: I Ya salam spelade Ajram en ledsen danserska, delvis inspirerad av musikalfilmen Chicago. Musikvideon för Akhasmak ah utspelades bakom scenen på en teater där man kunde se flera "drag queens". I musikvideon för Yay saher ayounoh spelade Ajram en hårfrisörska i Beirut som förälskar sig.
Ajram släppte ännu en skiva 2004, Ah w noss (Ett och ett halvt ja) och singeln med samma namn fick stora framgångar. I musikvideon spelar Ajram en egyptisk flicka på landet som uppvaktas av en pojke. Musikvideon spelades in utanför Saida söder om Beirut.
Musikvideorna har betytt mycket för Ajrams kommersiella framgång. Bland teamet bakom dessa kan nämnas regissören Nadine Labaki, scenografen Yehya Saade, sminkösen Fady Kataya, hårfrisören Waseem Murqos och producenten Mayada El Hraki.
I oktober 2003 utbröt det upplopp när hon skulle uppträda i Bahrain och medlemmar i det muslimska oppositionspartiet Al wefaq attackerade människor som skulle gå på konserten. Partiets ledning försvarade detta med att medlemmarna ingrep mot "omoral".
År 2005 skrev Ajram kontrakt med Coca-Cola och har medverkat i reklamfilmer för drycken, bland annat användes singeln Mo'gaba, moghrama (En beundare, en älskare) i en av dessa. Hon har också gjort reklam för en diamanthandlare där hennes singel Ana yalli bhebbak användes.
Den arabiska tidskriften Zahrat el khalij utnämnde henne till bästa arabiska sångerska både 2003 och 2004. Den arabiska utgåvan av Newsweek skrev 2005 att hon är en av arabvärldens mest inflytelserika personer. Vad gäller popularitet är hon minst lika populär som den egyptiske sångaren Amr Diab och den libanesiska sångerskan Nawal al Zoghbi.
I början av 2006 släppte hon singeln Ana masry (Jag är egyptier) i samband med att Egypten stod som värd för African Nations Cup. Ajram medverkade inte själv i musikvideon men den handlar om människor som samlas kring en konstnär som målar en patriotisk målning.
Ajrams senaste musikvideo Yatabtab.. wa dalla handlar om ett resande cirkussällskap där hon är medlem.
År 2008 gifte sig Ajram med tandläkaren Fadi Fadi El Hachem.
Nancy Ajram spelade på Göteborgs Kulturkalas vid Götaplatsen i augusti 2018.
Nancy Ajram spelade på Malmöfestivalens stora scen den 10 augusti 2025.

## Diskografi
- 2000 – Mihtagalak
- 2001 – Sheel Oyounak Anni
- 2003 – Ya Salam
- 2004 – Ah w Noss
- 2006 – Ya Tabtab...Wa Dalla
- 2007 – El Donya Helwa (Live)
- 2007 – Shakhbat Shakhabit
- 2008 – Betfakar Fe Eih